# Marie Aline Wuathion
Marie Aline Wuathion (1893-1960) a été la première institutrice et directrice d'école d'origine chinoise à La Réunion.

## Biographie

### Enfance et formation
Marie Aline Wuathion naît le 3 août 1893 à Saint-Denis de La Réunion d'un père commerçant d'origine chinoise, Eugène Wuathion né à Canton vers 1856, et arrivé vers 1888, et d'une mère réunionnaise, donc française, Marie Alexina Taochy, née en 1873, couturière de métier. Avec ses deux frères et sa sœur, elle vit dans un milieu plutôt aisé. Tous portent des prénoms français, ce qui témoigne d'une volonté d'intégration. Leur père, qui sait lire et écrire, a deux commerces, l’un à la Rivière des pluies, l’autre à Saint-Denis, rue du Moulin à Vent, où vit une forte communauté cantonaise.
Scolarisée à l’école Joinville à Saint-Denis, elle obtient son Certificat d’études primaires, puis son Brevet élémentaire le 11 août 1910, à l’âge de 17 ans.
Elle embrasse la carrière d’institutrice et pour cela acquiert la nationalité française en 1914 à sa majorité (selon la loi de naturalisation du 29 juin 1889 pour les enfants d’étrangers nés en France et y résidant). Elle décroche par la suite le Certificat d'aptitude pédagogique en 1922.

### Vie professionnelle
Elle prend son premier poste à l’école maternelle du Butor à Saint-Denis dès 1915.
Puis en 1928, elle arrive à l’école élémentaire mixte de Bagatelle, un quartier rural de Sainte-Suzanne. Elle rencontre alors son compagnon Michel Paniandy, gros propriétaire terrien descendant d’engagés indiens arrivés au 19e siècle. Le 1er janvier 1930 elle est titularisée, devenant ainsi la première institutrice et directrice d’école d’origine chinoise à La Réunion (les autres enseignants portent tous des patronymes européens).
Pendant la Seconde Guerre mondiale, en 1940, le Maréchal Pétain devient chef de l’État français. À la Réunion, les lois de Vichy sont appliquées avec zèle par le gouverneur Pierre Émile Aubert : la loi du 22 juillet 1940, dite "anti-étranger" qui exclut de la fonction publique tous ceux qui ne possèdent pas la nationalité française “à titre originaire, comme étant nés de père français” (33 personnes concernées) ; la loi du 13 août 1940 sur les sociétés secrètes qui vise la franc-maçonnerie ; la loi du 10 septembre 1940 autorisant l'arrestation de "toutes personnes réputées dangereuses pour la sécurité publique" ; la loi du 11 octobre 1940 qui interdit aux femmes mariées ou en concubinage un emploi dans l'administration.
C’est Hippolyte Foucque, alors chef de service de l’Instruction publique dans la colonie, qui annonce à Marie Aline Wuathion l’exclusion de son poste d’enseignante en décembre 1840. Doublement concernée par l’application de deux de ces lois, femme fonctionnaire en concubinage, de père chinois, elle perd alors brutalement son statut social de notable et retourne vivre à Saint-Denis.
Quand le contre-torpilleur le Léopard arrive à la Réunion le 28 novembre 1942 avec à son bord, le futur gouverneur André Capagorry, l’île passe sous le contrôle des Forces françaises libres. Le général de Gaulle réintègre Marie Aline Wuathion ainsi que les autres fonctionnaires touchés par les lois de Vichy, le 20 décembre 1942. 
Marie Aline Wuathion retrouve alors son poste de directrice de l’école élémentaire de Bagatelle le 1er février 1943. Elle y reste jusqu’à sa retraite en 1949. Le Vice-Recteur Hippolyte Foucque lui écrit pour rendre hommage à son travail d’enseignante. Elle laisse aux habitants de Bagatelle le souvenir d’une institutrice impliquée et désireuse de faire réussir ses élèves, issus de milieux sociaux très défavorisés.

### Mort
Marie Aline Wuathion se marie tardivement avec Michel Paniandy en 1952. Son époux meurt quelques jours plus tard.
Elle décède quant à elle en 1960 à Saint-Denis, où elle est enterrée près de son père, au cimetière de l'Est.

### Postérité
Depuis 2017, l’école maternelle de Bagatelle anciennement “Les Bambous” porte désormais le nom de Marie Aline Wuathion,.